# Józef Ceynowa (pisarz)
Józef Ceynowa (ur. 30 marca 1905 Połczynie, zm. 3 grudnia 1991 w Czersku) – kaszubski pisarz, nauczyciel i działacz kulturalny.
Uczył się wpierw w pruskiej szkole powszechnej, następnie w szkołach zawodowych w Pucku i Starogardzie Gdańskim, ale przeniósł się do Seminarium Nauczycielskiego w Kościerzynie; zdał tam maturę w 1926 roku. Oprócz tego był absolwentem Szkoły Podchorążych w Śremie. Po II wojnie światowej skończył też Wyższą Szkołę Pedagogiczną w Krakowie.
Pracował jako nauczyciel w szkołach w Kuźnicy, następnie między 1926 a 1939 rokiem w Dąbrówce i tuż przed wojną Ostrowitem. W czasie II wojny światowej brał udział w kampanii wrześniowej, dostał się do niewoli i przebywał w Oflagu II C Woldenberg, w którym uczył się, prowadził działalność nauczycielską i pisał; działał też w obozowym Kole Pomorzan. Po wojnie skierowany do Koronowa, zorganizował tam szkołę, której został kierownikiem. Po ukończeniu studiów na WSP w 1951 roku został dyrektorem liceum ogólnokształcącego w Koronowie, którym był do 1967 roku. Członek PZPR i Zrzeszenia Kaszubsko-Pomorskiego, w którego wydawnictwie publikował tomy opowiadań, legend, bajek i wierszy, po kaszubsku i w tłumaczeniu na polski, dokonanym przez Izabelę Trojanowską.
Publikował utwory poetyckie w czasopismach lokalnych m.in. w Klece. Część opowiadań jego autorstwa, opartych na legendach kaszubskich została opublikowana w zbiorze Dobro zwycięża.
Żonaty z Weroniką; miał córki Mirosławę i Irenę oraz syna Józefa.

## Odznaczenia i upamiętnienie
- Krzyż Kawalerski Orderu Odrodzenia Polski;
- Tablica pamiątkowa na domu, w którym mieszkał w Czersku;
- Tablica pamiątkowa na domu, w którym się urodził w Połczynie;
- Obelisk pamiątkowy na Placu Kaszubskim w Wierzchucinie[2].

## Wybrane publikacje
- Skarb i moc: bajki puckie (1975)
- Z Tatczëznë (1981, ISBN 83-00-00183-2)
- Urënamle: powiôstczi z komudnëch lat (1982)
- Dobro zwycięża: legendy z Kaszub i Pomorza (1985, ISBN 83-85011-12-9)